# 愛ラブSMAP!
『愛ラブSMAP!』（あいラブスマップ）は、1991年10月6日から1996年3月25日までテレビ東京系列局で放送されていたテレビ東京製作のバラエティ番組である。途中、『愛ラブSMAP!電撃キッズ隊』（ - でんげきキッズたい）と題して放送されていた時期もある。

## タイトル・放送日時の変遷
放送日時はいずれも日本標準時。当時テレビ東京が編成していたロッテの一社提供枠「ロッテスーパーコミュニケーション」で放送されていた。

### 愛ラブSMAP! （第1期）
- 日曜 18:30 - 19:00 （1991年10月6日 - 1991年12月29日）

### 愛ラブSMAP!電撃キッズ隊
- 月曜 18:30 - 19:00 （1992年1月6日 - 1994年3月28日）

### 愛ラブSMAP! （第2期）
- 月曜 18:30 - 19:00 （1994年4月4日 - 1995年9月25日）
- 月曜 19:00 - 19:30 （1995年10月2日 - 1996年3月25日）

## 出演者

### レギュラー
- 中居正広（SMAP）[1]
- 稲垣吾郎（SMAP）[1]
- 木村拓哉（SMAP）[1]
- 森且行（SMAP）[1]
- 草彅剛（SMAP）[1]
- 香取慎吾（SMAP）[1]
- 島崎俊郎[1]
- SHU（本名・斎藤修一）[要出典]

### メイン司会
- 初代：夏木ゆたか
- 2代目：水島裕

## スタッフ
- ナレーター：水島裕（初代）、堀内賢雄（2代目）、関口伸
- 構成：青島利幸、内田英一、海老原靖芳[1]
- プロデューサー：渡辺つとむ、川幡浩
- ディレクター：只野研治、松澤潤、越山進 ほか
- 技術：三原正弘
- 映像：不二利典
- カメラ：橋本尚志
- 照明：石田照夫
- 音声：西山恵美子
- 音効：林恵吾
- TK：富永律子
- スタイリスト：大場あや子
- 美術デザイン：監物幸代
- 美術進行：斉藤宗志
- 編集：林田直哉
- MA：松本晃一
- ロケディレクター：武藤彰
- 協力：ジャニーズ事務所
- 製作著作：テレビ東京

## 放送局
| 放送対象地域   | 放送局         | 系列             | 備考                                    |
| -------------- | -------------- | ---------------- | --------------------------------------- |
| 関東広域圏     | テレビ東京     | テレビ東京系列   | 製作局                                  |
| 北海道         | テレビ北海道   | テレビ東京系列   |                                         |
| 青森県         | 青森テレビ     | TBS系列          |                                         |
| 宮城県         | 東北放送       | TBS系列          | 水曜深夜枠にて約2か月遅れで放送         |
| 秋田県         | 秋田放送       | 日本テレビ系列   | 途中、打ち切り                          |
| 山形県         | 山形テレビ     | テレビ朝日系列   | 1994年4月1日より金曜16:30枠にて放送開始 |
| 福島県         | 福島テレビ     | フジテレビ系列   | 水曜16:30枠にて放送                     |
| 新潟県         | 新潟総合テレビ | フジテレビ系列   |                                         |
| 岐阜県         | 岐阜放送       | 独立UHF局        |                                         |
| 愛知県         | テレビ愛知     | テレビ東京系列   | 初期は土曜7:15枠での遅れ放送            |
| 三重県         | 三重テレビ     | 独立UHF局        |                                         |
| 滋賀県         | びわ湖放送     | 独立UHF局        |                                         |
| 大阪府         | テレビ大阪     | テレビ東京系列   |                                         |
| 奈良県         | 奈良テレビ     | 独立UHF局        |                                         |
| 和歌山県       | テレビ和歌山   | 独立UHF局        |                                         |
| 京都府         | 京都放送       | 独立UHF局        |                                         |
| 鳥取県・島根県 | 日本海テレビ   | 日本テレビ系列   |                                         |
| 岡山県・香川県 | テレビせとうち | テレビ東京系列   |                                         |
| 広島県         | テレビ新広島   | フジテレビ系列   | 1995年10月から半年間のみ放送。          |
| 福岡県         | TVQ九州放送    | テレビ東京系列   |                                         |
| 宮崎県         | 宮崎放送       | TBS系列          |                                         |
| 沖縄県（一部） | 宮古テレビ     | ケーブルテレビ局 |                                         |

## 備考
当番組は後にSMAPの冠番組となる『SMAP×SMAP』の前身番組であり、実際に当番組の放送終了に伴い『SMAP×SMAP』が後継番組として開始される旨が当番組内でアナウンスされていた。ただし、フジテレビにおける『SMAP×SMAP』の前身番組は『夢がMORI MORI』と『SMAPのがんばりましょう』（何れも1995年秋に終了）である。